# آزالئاتین
آزالئاتین (به انگلیسی: Azaleatin) با فرمول شیمیایی C۱۶H۱۲O۷ یک ترکیب شیمیایی با شناسه پاب‌کم ۵۲۸۱۶۰۴ است. که جرم مولی آن ۳۱۶٫۲۶ g/mol می‌باشد. 